# Mi marido tiene familia
A Mi marido tiene familia (magyarul: A férjemnek van családja) egy 2017 és 2019 között készült mexikói telenovella, amit a Televisa készített. Az első évad a dél-koreai My Husband Got a Family sorozat alapján készült, a második évad viszont a Mi marido tiene más familia (A férjemnek még inkább van családja) címen futott. 

## Történet

### Első évad
Julietának (Zuria Vega)és Robertnek (Daniel Arenas) tökéletes a kapcsolata: mindketten dolgoznak, az álmaiknak élnek és megfogadták hogy nem házasodnak össze. A kapcsolatuk titka a kommunikáción és azon a tényen áll hogy Robert örökbefogadó szülei távol élnek, így nem kell a párnak Robert mostohatestvéreinek a gondjaival foglalkoznia. Azonban a sors, egy meglepetést hozott számukra, amikor a párt úgy dönt hogy Oaxaca egy nyugodt negyedébe költöznek egy lakásba. Az apartman tulajdonosait így ismerik meg,a Córcega családot, akikről nem tudják, hogy ők Robert vérszerinti családja és Robert valódi neve Juan Pablo. 
Ettől fogva Robertnek és Juliának meg kell tanulnia együttélnie Robert vérszerinti rokonaival: Blancával (Diana Bracho) és Eugenióval  (Rafael Inclán) és az ő nézeteikkel, ahol a tradíció és a modernitás áll szemben egymással illetve azt is el kell tűrniük, hogy a két rokon folyton számonkéri Julietát és Robertet/Juan Pablót, hogy mikor házasodnak össze.  

### Második évad
Nyolc év telt az Julietának végre sikerült egyensúlyt teremteni a munkában és a magánéletben: Roberttel egy párt alkot továbbra is és időközben lett tőle két gyereke: a 8 éves David és a másfél éves Blanquita. A Córcega család mindennapjait alaposan megváltoztatja Tito, Robert nagyapjának a felbukkanása: akiről doña Imelda (Silvia Pinal) elhitette mindenkivel, hogy meghalt, mert évekkel azelőtt hűtlen volt Crisantával.
Julieta pedig nehezteléssel fogadja új főnöke, Susana Córcega érkezését, aki Robert nagynénje. Ám Julieta ezt nem hiszi el, aki féltékeny lesz.
Arisóteles "Aris" előbújik, hogy meleg és szerelmes Cuauhtémocba, vagy ahogy mindenki hívja "Temóba", az évad végén még csók is elcsattan közöttük. 

## Szereposztás

### Főszereplők
- Zuria Vega – Julieta Aguilar Rivera
- Daniel Arenas – Robert Cooper / Juan Pablo Córcega
- Diana Bracho – Blanca Gómez de Córcega
- Silvia Pinal – Imelda Sierra de Córcega
- Arath de la Torre – Francisco "Pancho" López (2. évad)
- Susana González – Susana Córcega (2. évad)
- Carmen Salinas – Crisanta Díaz de Córcega (2. évad)
- Gabriel Soto – Ernesto "Neto" Rey (2. évad)

### Mellékszereplők
- Rafael Inclán – Eugenio Córcega
- Luz María Jerez – Belén Gómez (1. évad)
- René Casados – Audifaz Córcega
- Olivia Bucio – Catalina Rivera
- Lola Merino – Ana Romano (1. évad)
- Regina Orozco – Amalia Gómez
- Gaby Platas – Amapola "Polita" Castañeda
- Laura Vignati – Daniela Córcega
- Jessica Coch – Marisol Córcega (1. évad)
- Ignacio Casano – Hugo Aguilar
- José Pablo Minor – Gabriel Musi
- Federico Ayos – Bruno Aguilar (1. évad)
- Jade Fraser – Linda Córcega
- Emilio Osorio – Aristóteles Córcega
- Marco Muñoz – Tulio Córcega
- Juan Vidal – Julián Guerra (1. évad)
- Isabella Tena – Frida Meneses
- Paola Toyos – Begoña Bustamante (1. évad)
- Marcos Montero – Ignacio Meneses
- Bárbara Islas – Diana Mejía
- Luis Gerardo Cuburu – Octavio
- Latin Lover – Enzo
- Yahir – Xavi Galán (1. évad)[1]
- Eric Del Castillo – Hugo Aguilar (1. évad)
- Mauricio Abularach – Benjamín (1. évad)
- Violeta Isfel – Clarissa Musi
- Manuel Landeta – Augusto Musi (1. évad)
- María Nela Sinisterra – Luz (1. évad)
- Ligia Uriarte – Daphne (1. évad)
- Carlos Bracho – Canuto "Tito" Córcega (2. évad)
- Ana Jimena Villanueva – Cassandra Musi
- Gonzalo Vega Sisto – Axel Legorreta Córcega (2. évad)
- Carlos Madrigal  – Vicente Legorreta (2. évad)
- Paola Acher – Eréndira
- Rodrigo Pérez "El Canelito" – Sebastián Legorreta Córcega (2. évad)
- Ruy Rodrigo – David Cooper Aguilar
- Márama – Önmaga (1. évad)[2]
- Pau y Davo – Önmaga (1. évad)[3]
- Flor Rubio – Önmaga (1. évad)[4]
- Marjorie de Sousa – Önmaga (1. évad) [5]
- Patricio Castillo – Önmaga (2. évad)
- Joaquín Bondoni – Cuauhtémoc "Temo" López (2. évad)
- Mayrín Villanueva – Rebeca Treviño Garza (2. évad)

## Érdekességek
- Arah de la Torre, Eric Del Castillo, Mayrín Villanueva, Gabriel Soto, Susana González és Rafael Inclán korábban együtt szerepeltek a Szeretők és riválisok című sorozatban.
- A sorozatban Aris és Temo két, meleg kamaszfiúk, akik beleszeretnek egymásba és az évad végén megcsókolják egymást mindenki előtt. Mexikóban akkora népszerűsége lett a két karakternek, hogy külön spin-off készült Juntos el corazón nunca se equivoca (Együtt a szívünkkel sosem tévedünk) címen.
- Emilio Osorio, aki a meleg kamaszfiút, Ariszt alakítja a sorozatban, a valóságban a sorozat producerének, Juan Osorio Ortiznak a fia, édesanyja  Niurka Marcos színésznő, aki korábban a Juan Osorio által készített Esperanza és Salome sorozatokban is szerepelt.